# Conférence des évêques d'Indonésie
La Conférence des évêques d’Indonésie (en indonésien : Konferensi Waligereja Indonesia, abrégé KWI) est une conférence épiscopale de l’Église catholique qui réunit les ordinaires d’Indonésie.
La conférence participe à la Fédération des conférences épiscopales asiatiques (en).

## Histoire
En novembre 1955, l’« Assemblée épiscopale d’Indonésie » est créée lors d’une réunion à Surabaya autour des 22 évêques de l’époque.
En 1987, l’assemblée change de nom pour devenir la Conférence des évêques d’Indonésie.

## Membres

### Présidents
Le président actuel est Ignatius Suharyo Hardjoatmodjo, cardinal et archevêque de Jakarta.

### Vice-présidents
Le vice-président actuel est Yustinus Hardjosusanto (M.S.F.), archevêque de Samarinda. Il est secondé par Paskalis Bruno Syukur, évêque de Bogor.

### Secrétaires
Le secrétaire général actuel est Antonius Subianto Bunyamin (O.S.C.), évêque de Bandung.

### Assemblée plénière
Tous les évêques d’Indonésie sont membres de la conférence des évêques sauf les évêques à la retraite. La conférence actuelle compte 37 membres.

## Sanctuaires
La conférence n’a pas, en 2022, désigné de sanctuaire national.